# County Wicklow
Wicklow (irisch Cill Mhantáin) ist ein County in der Republik Irland unmittelbar im Süden der irischen Hauptstadt Dublin.

## Geografie
Die Grafschaft gliedert sich landschaftlich in die Wicklow Mountains mit Lugnaquilla (915 m) als höchsten Punkt und eine Küstenebene mit einigen schönen Stränden.

## Geschichte
Neben den Felsritzungen von Baltynanima finden sich in Wicklow eine ganze Anzahl steinzeitlicher Monumente. Mithilfe der LiDAR-Technologie und 3D-Modellen konnten Archäologen antike Spuren nachweisen, die durch jahrhundertelanges Pflügen weitgehend zerstört waren. Zu den auffälligsten gehörten Reste von fünf in Irland äußerst seltenen Cursus-Monumenten bei Baltinglass. Der Cursus-Cluster ist die größte Gruppe derartiger Monumente in Irland. Bisher waren nur Cursus-Paare in Brewel Hill, Knockainey und Newgrange bekannt. Die Entdeckungen stellen bisherige Annahmen über die Siedlungskontinuität in der Region in Frage. Während ältere Belege auf einen Hiatus zwischen dem Frühneolithikum und der Mittel- und Spätbronzezeit deuteten, zeigen die Cursus-Monumente eine konstante Besiedlung des Gebiets über Jahrtausende.
Das Wykinglo genannte Gebiet gehörte seit Anfang des 10. Jahrhunderts zum Wikingerkönigreich Dublin und diente im 12. Jahrhundert wegen seiner unzugänglichen Berglandschaft als Rückzugsgebiet der Iren vor den anglonormannischen Eroberern. Das Gebiet wurde erst Anfang des 17. Jahrhunderts von den Engländern unterworfen. Das County wurde 1606 als letztes in Irland gegründet.

## Politik
Die Sitzverteilung im Wicklow County Council nach der Kommunalwahl im Juni 2024 ist:
| Partei           | Sitze |
| ---------------- | ----- |
| Fine Gael        | 9     |
| Fianna Fáil      | 4     |
| Social Democrats | 3     |
| Green Party      | 2     |
| Sinn Féin        | 2     |
| Labour Party     | 1     |
| Unabhängige      | 11    |

Für die Wahlen in das irische Parlament (Dáil Éireann) wurden bei der Wahl am 29. November 2024 im County Wicklow vier Abgeordnete im Wahlkreis Wicklow gewählt. Mit der Neuordnung der Wahlkreise entstand auch der Wahlkreis Wicklow–Wexford mit drei Sitzen.
Für den Wahlkreis Wicklow:
| Partei           | Sitze |
| ---------------- | ----- |
| Fianna Fáil      | 1     |
| Fine Gael        | 1     |
| Sozialdemokraten | 1     |
| Sinn Féin        | 1     |

Für den Wahlkreis Wicklow–Wexford:
| Partei      | Sitze |
| ----------- | ----- |
| Fianna Fáil | 1     |
| Fine Gael   | 1     |
| Sinn Féin   | 1     |

## Wirtschaft
In der Küstenebene überwiegt der Ackerbau mit Weizen, Gerste, und Haferanbau, im Bergland überwiegt die Schafzucht. Der Norden der Grafschaft gehört zum wirtschaftlichen Einzugsgebiet von Dublin. Es gibt Textil- und Elektroindustrie. In Avoca wurde mit Unterbrechungen seit circa 1720 Kupfer abgebaut. Letztmals wurde der Bergbau von 1955 bis 1982 betrieben.
Insbesondere in den Wicklow Mountains und in Glendalough spielt der inner- und außerirische Tourismus eine bedeutende Rolle.

## Sehenswürdigkeiten
- Athgreany, Steinkreis (The Piper Stones)
- Baltinglass Hill, Passage Tombs
- Devils Glen
- Glaskenny, Portal Tomb
- Glendalough – eine Klostersiedlung aus dem 6. Jahrhundert mit Rundturm und Hochkreuzen
- Liffey Head Bog (Moor), ein international renommiertes Schutzgebiet
- Moylisha, Wedge Tomb
- Die Parkanlage von Powerscourt Gardens mitsamt dem Powerscourt Waterfall
- Passage Tomb von Seefin
- Russborough House nahe Blessington
- Vale of Avoca mit Avondale Forest Park